# Shadowrun (jeu vidéo, 1993)
Pour le jeu de rôle, voir Shadowrun.
Shadowrun est un jeu vidéo d'action-RPG développé par Beam Software et édité par Data East sur Super Nintendo en mai 1993. Il est vaguement inspiré du jeu de rôle cyberpunk Shadowrun publié par FanPro.
Le joueur incarne le rôle de Jake Armitage, un messager presque tué au cours d'une fusillade dans les rues de Seattle, en 2050, par un commando de tueurs. Il se réveille à la morgue, souffrant d'une grave amnésie.

## Développement
Le nom de famille de Jack, Armitage, semble être un hommage au roman Neuromancer de William Gibson, un des premiers du genre cyberpunk. Le nom Armitage semble d'ailleurs courant dans le courant cyberpunk[réf. nécessaire].